# 同音異義語

左側の水色部分

同音異義語（どうおんいぎご）またはホモフォン（英語: homophone）とは、発音は同じだが、互いに区別される語。

## 日本語における同音異義語の例
日本語では漢語に同音異義語が多く見られる。中国語では声調によって区別されていた語が、日本語では同音になってしまう例が多数起きた。また、日本語に導入された当初は区別されていた語が、のちの音韻変化で合流し、同音異義語になる例も多い。
- いどう（移動、異同、異動、医道など）
- かんし（監視、看視、環視、冠詞、諫止、漢詩、菅氏、韓紙など）
- かんしん（関心、感心、歓心など）
- きかい（機会、機械、器械、奇怪など）
- きかん（期間、機関、器官、気管、帰還、基幹、季刊など）
- こうしょう（交渉、高尚、公証、考証、口承、鉱床、厚相、哄笑、工廠、興商、工商、公傷、公称、校章、工匠、好尚、高唱、公娼、高承、交鈔、康正、行賞、口証、孝昭、高翔、甲生、興正、交唱、口誦、咬傷、香粧、高商）
- こうせい（更生、校正、恒星、更正、構成、公正、攻勢、後世、抗生・厚生など多数）
- こじき（古事記・乞食）
- さんか（参加、賛歌、酸化、傘下、惨禍、産科、讃歌、三化、山河、三価、酸価）
- しこう（嗜好、思考、志向、至高、歯垢、試行、施行、指向、紙工、施工、伺候、刺咬）
- しんせい（申請、新生、親政、神聖、心性、真正、新星など）
- せいか（製菓、成果、盛夏、生家、聖歌、生花、正貨、聖火など）
- せんだい（仙台「宮城県」、川内「鹿児島県」、先代、千台、専大など）
- きせいせん（規制線、紀勢線、棋聖戦）

きしゅ（奇手、鬼手）、じょうせき（定石、定跡）、かいほう（解放、開放）、とくしゅ（特殊、特種）、へいこう（平行、並行）のように似た意味の場合もあれば、へんざい（偏在、遍在）、れいぐう（冷遇、礼遇）、きょうえん（競演、協演）、ふかつ（賦活、不活）、ばいしゅん（売春、買春）などのようにほぼ正反対の意味になる場合もある。
しょくじけん（食事券）、きもの（着物）のように、それ自体は同音異義語ではないが、丁寧語にすると同音異義語が生じる例もある（おしょくじけん（お食事券、汚職事件）、おきもの（お着物、置き物））。
日本語において最も同音異義語が多いとされる熟語は「こうしょう」であり、『スーパー大辞林3.0』では48語が該当する（交渉・考証・工匠・高尚・鉱床・口承・厚相・哄笑・公称・工廠・公証・公娼・校章など）。『広辞苑』第6版には50もの仮名見出しがある。

### 説明読み
説明読みは、正式な読み方ではないが、誤解を避けるため、機に応じて行われている読み方である。同音異義語の読み分けにも用いられており、国語辞典の見出し語として用いられるものもある。
具体的には、下記のようなものがある。
- 両方に説明読みがあるもの
  - 市立（）／私立（） - 本来の読みは「しりつ」[3][4][5]
  - 銀糸（）／銀紙（） - 本来の読みは「ぎんし」[6]
  - 酒類（さけるい)／種類（たねるい)　‐本来の読みは「しゅるい」
  - 司法（）／私法（） - 本来の読みは「しほう」[7]
  - 科料（）／過料（） - 本来の読みは「かりょう」
- 一方に説明読みがあるもの
  - 型式（） - 形式（）との区別[2]
  - 刀工（） - 陶工（）との区別[2][8]
  - 仮葬（） - 火葬（）との区別[2][9]
  - 底本（） - 定本（）との区別[2][10]
  - 大喪（） - 大葬（）との区別[6]
  - 茶道（） - 茶頭（）との区別[11][12]
  - 鉄扇（） - 鉄線（）との区別[6]
  - 銅色（） - 同色（）との区別[6]
  - 生肉（） - 精肉（）との区別[2][13]
  - 化学（） - 科学（）との区別[3][14]
  - 版面（） - 半面（）との区別[6]
  - 光害（） - 公害（）との区別[15][16]
  - 来秋（） - 来週（）との区別[6]
  - 買春（） - 売春（）との区別

### 他言語との関係
中国語には、中古漢語は約3500個音であるし、現代北京語には約1200個音あり、広東語には約1800個音があり、それで区別されている。
朝鮮語では、開音節と閉音節が存在するので、日本語よりは同音異義語が少ないが、日本語と同じく声調の区別は無く、また無声音と有声音の対立がなく、母音の長短は表記されないので（日本語はニンギョとニンギョーなど長音の区別があるため単純計算で2倍）、やはり漢語には同音異義語は多い。例えば검사（コムサ：検査・検事）、독자（トクチャ：独自・読者）、실업（シロプ：実業・失業）、사과（サグァ：沙果・謝過）のように日本語もしくは漢字表記ならば区別できるものもある。このため一般に普及しているハングル専用表記では同音異義がしばしば問題となり、文脈からの判断が難しい場合は漢字が併記される場合がある。

## 音素の制約による同音異義語の増加
カタカナ表記における英語のLight（ライト：光）とRight（ライト：正しい、右）のように、ある言語が外来語を示す際、自国語の表音文字では表記できない（≒発音できない）音素があるとき、代替文字に複数の音素を内包させざるを得ない（または足りない音素を省略する）ために同音異義語は増えてゆく。シルバーシートなど座席のことを日本語のカタカナで「シート」と表記するが、この英語は seat [siːt]、一方、切手シートなど一枚の紙や一枚の敷布も日本語のカタカナで「シート」と表記するが、これに対応する英単語はsheet [ʃiːt] である。この二つの単語は、英語では文字も発音も違うが、日本語では区別できない。
日本語の漢字の音読みでは、かつて「収集（しうしふ）」「少将（せうしゃう）」「葬送（さうそう）」などは発音・表記共に区別していたが、それぞれ「しゅうしゅう」「しょうしょう」「そうそう」と発音が単純化され、本来は異音であった単語が同音語へと変わり、結果として多くの同音異義語が生まれた。
また、韓国語では頭音法則により同音異義語が増大している。たとえば이해（イヘ:異解）と리해（リヘ:理解）、北の朝鮮語ではこれらの2つの熟語を区別できるが、南の韓国語では語頭の子音のㄹ（ラ行）を忌避しているために2つとも이해（イヘ:異解・理解）となっている。

## 英語における同音異義語
英語においては、日本語よりもはるかに音素の数が多く（例えば日本語の「ア」に相当する音が、ӕ、a、ɑ、ʌ、əの5種類存在する）、同音異義語の数ははるかに少ない。ただし音素の数に対して文字の数が少ないので、表記と発音の不一致という問題が生じている。
もっとも、少ないながらもいくらかの例が見受けられ（antとaunt、capitalとcapitol、gorillaとguerrilla、knowとno、rightとwriteとriteとwright、sonとsun、nightとknight、meetとmeatとmete、airとheir、alterとaltar、stationaryとstationery、flowerとflour、marshalとmartial、sewとsoとsowなど）、また以下のような同音もしくは類似音を利用した「だじゃれ」もある。（問題となる語の語源は同じなので同音異義語というより、多義語を用いた例である）
- Did you hear about the guy whose whole left side was cut off? He's all right now.
  - 左半分が切り落とされたヤツを聞いたことがあるか？そいつは今all rightだってさ。（all rightは「全て右（右半分しか残ってない）」とも「大丈夫」とも訳せる）
- Spring forward, fall back.
  - 前に飛び出し、後ろに戻る。／春に進めて、秋には戻す（夏時間）。
- Two is the oddest prime number, since it is the only even one.
  - 偶数（even）、奇数（odd）と奇妙（odd）を掛けたジョーク。最後のoneは代名詞で幾多の素数の中の一つのもの。（意味は：数字の2は最も奇妙（odd/数学的には奇数を意味する単語）な素数である、なぜならば唯一の偶数の素数（代名詞one）であるから。）（最初に2、最後にoneを置くのも洒落の類とみなせば二重の掛詞となる。）

原文におけるこれらの技法を日本語に翻訳することは不可能に近いので、日本語ではまったく別のしゃれを使って訳にあてることが多い。これは、逆に日本語の洒落を英語に翻訳するときも同様である。
非常に少ないながら、上記「説明読み」に類似した例もある（例：oral「口の」とaural「耳の」はともに/ˈɔːɹəl/と発音されるが区別が必要な場合（同じ文脈に共起しうる）後者を/ˈaʊɹəl/と発音することがある）。

## 仏語における同音異義語
フランス語には、つづりは違っても発音が同じ語が多い。たとえば「ペ」の場合はpaix「平和」とpet「屁」とpaie「しはらう（1・3人称単数現在」とpaît「＜牧草＞を食べる（3人称単数現在）」、「オ」はau「～の中に（男性形）」とhaut「高い」とeau「水」、「ファン」はfin「終わり」とfaim「飢え」とfeint「うわべの」、「ソン」に近い「サン」はsang「血」とsans「～なしに」とcent「百」とsent「感じる（3人称単数現在）」、「サン」はsaint「聖なる（男性形。女性形は sainte（サント）となる）」とsain「健康な」とseins「乳房」とceint「巻く（3人称単数現在）」、「サル」はsale「きたない」とsalle「部屋」とsal-「『塩』をあらわす接頭辞」、「レ」はlait「ミルク」とlaid「みにくい」、「メール」はmer「海」とmaire「市長」とmère「母」、「ウ」はou「または」とoù「どこ」とaoût「8月」など。またリエゾンのせいで違う意味の文が同じ発音になる「同音異義文」もある。例　Il est tout vert. （イレトゥヴェール）「彼はまっさおだ」Il est ouvert. 「彼はあけっぴろげだ」

## 朝鮮語における同音異義語
韓国が制定する「ハングル正書法」第57項には一部の固有語の同音異義語の用例を掲載している。
- 가름（区別、分別） - 갈음（代替）
- 거름（肥料） - 걸음（足取り、歩み）
- 거치다（経る） - 걷히다（晴れる、集まる）
- 걷잡다（（事態を）収拾する） - 겉잡다（見積もる）
- 그러므로（ゆえに、だから） - 그럼으로（そうすることで）
- 노름（賭博） - 놀음（遊び）
- 느리다（遅い） - 늘이다（伸ばす）
- 다리다（（アイロンなどで服を）整える） - 달이다（煮詰める、（薬を）煎る）
- 다치다（傷める、怪我する） - 닫히다（閉まる）
- 마치다（終える） - 맞히다（当てる）
- 목거리（喉が腫れて痛い病気） - 목걸이（ネットレス）
- 바치다（捧げる） - 받히다（突かれる）
- 받치다（支える、（傘を）差す） - 밭치다（（液体を）濾す）
- 반드시（必ず、きっと） - 반듯이（真っ直ぐに）
- 부치다（送る、出す） - 붙이다（貼る、付ける）
- 시키다（させる） - 식히다（冷ます、冷やす）
- 아름（（助数詞の）抱え） - 알음（知り合い、面識）
- 안치다（（食材を）火の上に乗せる） - 앉히다（座らせる）
- 어름（境目） - 얼음（氷）
- 저리다（痺れる） - 절이다（（塩などに）漬ける）
- 조리다（煮込む） - 졸이다（煮詰める、（心を）焦らせる）
- 주리다（飢える） - 줄이다（減らす）

## 同音異義語を利用した言葉遊び
駄洒落
同音異義語を複数つなげ合わせて面白い文章を作る言葉遊びの一種である。例として「貴社の記者が汽車で帰社する」がある。
語呂合わせ、ダブル・ミーニング
その記号や単語の発音の別の意味を隠語として扱う。
なぞかけ
教養や知識を必要とする言葉遊び。
言葉遊び
言葉の持つ音の響きやリズムを楽しんだり、同音異義語を連想する面白さ可笑しさを楽しむ遊びである。
掛詞
意味は違うが同じ仮名で書く言葉に、ふたつ以上の意味をこめて表現する方法。

## 同音異義語が題材の小説
有栖川有栖の「雨天決行」は、同音異義語が題材。被害者女性が変死する前に「うてんけっこうよ」と話していたが、その意味は実は、というストーリーである。

## 同音異義語による問題
- 1955年、清瀬一郎文部大臣が「文部省は勧説勧奨する」と答弁したのが「間接干渉」と聞き間違えられ、一時騒動になった[18]。
- 1981年、北炭夕張新炭鉱ガス突出事故の際に「退避せよ」と「待機せよ」が聞き間違えられ混乱を招いた[19]。
- 2022年、夏の全国甲子園大会の実況放送において、NHKが、船橋市立船橋高等学校を「しりつ船橋」と呼称し話題となった。多くの場合、この高校は、千葉県立船橋高等学校と区別するため、「いちりつ船橋」との呼び方がデファクト・スタンダードになっている。